# Муссураны
Муссураны, или клелии (лат. Clelia) — род змей семейства ужеобразных.
Обитают в Южной Америке. Достигают в длину 57—280 см. Самки, как правило, крупнее самцов. Яйцекладущие змеи.

## Виды
Содержит 7 видов:
- Clelia clelia Daudin, 1803
- Clelia equatoriana Amaral, 1924
- Clelia errabunda Underwood, 1993
- Clelia hussami Morato, Franco & Sanches, 2003
- Clelia langeri Reichle & Embert, 2005
- Clelia plumbea Wied, 1820
- Clelia scytalina Cope, 1867